# Mistrzostwa NAIA w Zapasach w 2018
Mistrzostwa NAIA w zapasach rozegrane zostały w Des Moines w dniach 2–3 marca 2018 roku. Zawody odbyły się na terenie Jacobson Exhibition Center.
Punkty zdobyło 49 drużyn.

## Wyniki

### Drużynowo
| Kolejność | Szkoła                            | Zespół          |
| --------- | --------------------------------- | --------------- |
| 1.        | Grand View University             | Vikings         |
| 2.        | University of the Cumberlands     | Patriots        |
| 3.        | Williams Baptist University       | Eagles          |
| 4.        | Montana State University–Northern | Northern Lights |
| 5.        | Lindsey Wilson College            | Blue Raiders    |
| 6.        | Missouri Valley College           | Vikings         |
| 7.        | Indiana Institute of Technology   | Warriors        |
| 8.        | Life University                   | Running Eagles  |

### All American

#### 125 lb
| Lp. | Zawodnik        | Szkoła         |
| --- | --------------- | -------------- |
| 1.  | Hayden Lee      | Cumberlands    |
| 2.  | Julian Gaytan   | Midland        |
| 3.  | Justin Portillo | Grand View     |
| 4.  | Olson Delisca   | Southeastern   |
| 5.  | Mikel Perales   | Menlo          |
| 6.  | Sawyer Miller   | Indiana Tech   |
| 7.  | Matthew Nguyen  | Grand View     |
| 8.  | Jordan Martinez | Campbellsville |

#### 133 lb
| Lp. | Zawodnik          | Szkoła          |
| --- | ----------------- | --------------- |
| 1.  | Jake Sinkovics    | Cumberlands     |
| 2.  | Erique Early      | Indiana Tech    |
| 3.  | Robert Ozuna      | York            |
| 4.  | Gresh Jones       | Dickinson State |
| 5.  | Giovanni Castillo | Concordia       |
| 6.  | Trevor Murano     | Grand View      |
| 7.  | Brady Moser       | Lindsey Wilson  |
| 8.  | Ethan Owen        | Southeastern    |

#### 141 lb
| Lp. | Zawodnik      | Szkoła                    |
| --- | ------------- | ------------------------- |
| 1.  | Tyler Fraley  | Williams Baptist          |
| 2.  | Matt Weber    | MSU Northern              |
| 3.  | David Berg    | Midland                   |
| 4.  | Taylor Moeder | Kansas Wesleyan           |
| 5.  | Josh Wenger   | Grand View                |
| 6.  | Mason Calvert | Life                      |
| 7.  | Gaige Torres  | Indiana Tech              |
| 8.  | David Salazar | Embry–Riddle Aeronautical |

#### 149 lb
| Lp. | Zawodnik         | Szkoła          |
| --- | ---------------- | --------------- |
| 1.  | Cam Tessari      | Lindsey Wilson  |
| 2.  | Tres Leon        | Cumberlands     |
| 3.  | Devin Reynolds   | Grand View      |
| 4.  | Joseph Alexander | Simpson         |
| 5.  | Austin Roper     | Benedictine     |
| 6.  | Chandler Michael | Southern Oregon |
| 7.  | Justin Atkinson  | Indiana Tech    |
| 8.  | Richard Pocock   | Hastings        |

#### 157 lb
| Lp. | Zawodnik         | Szkoła           |
| --- | ---------------- | ---------------- |
| 1.  | Nosomy Pozo      | Life             |
| 2.  | Brandon Weber    | MSU Northern     |
| 3.  | Casey Dobson     | Providence       |
| 4.  | Nick Drendel     | Williams Baptist |
| 5.  | Kenny Boyd       | Missouri Valley  |
| 6.  | Chris Vaughan    | Hastings         |
| 7.  | Dylan Chatterton | Southeastern     |
| 8.  | Thomas Garty     | Indiana Tech     |

#### 165 lb
| Lp. | Zawodnik        | Szkoła          |
| --- | --------------- | --------------- |
| 1.  | Grant Henderson | Grand View      |
| 2.  | Andrew Simmons  | Missouri Valley |
| 3.  | Diorian Coleman | Lindsey Wilson  |
| 4.  | Andrew Bartel   | MSU Northern    |
| 5.  | Andrew Null     | Northwestern    |
| 6.  | Brett Johnson   | Marian          |
| 7.  | Mitch Roadruck  | Indiana Tech    |
| 8.  | Angel del Cueto | Southeastern    |

#### 174 lb
| Lp. | Zawodnik           | Szkoła         |
| --- | ------------------ | -------------- |
| 1.  | Lucas Lovvorn      | Baker          |
| 2.  | Adrian Lyons-Lopez | Providence     |
| 3.  | Anthony Orozco     | Menlo          |
| 4.  | Chris Nile         | MSU Northern   |
| 5.  | Lawton Benna       | Grand View     |
| 6.  | Justin Brown       | Campbellsville |
| 7.  | Dylan Blackford    | Grand View     |
| 8.  | Colton Gonzalez    | Lindsey Wilson |

#### 184 lb
| Lp. | Zawodnik        | Szkoła           |
| --- | --------------- | ---------------- |
| 1.  | Charles Sharon  | Campbellsville   |
| 2.  | Zach Linton     | Doane            |
| 3.  | Joshua Chiles   | Williams Baptist |
| 4.  | Antonio Stewart | Reinhardt        |
| 5.  | Cameron Jones   | Cumberlands      |
| 6.  | Jacob Smith     | Baker            |
| 7.  | Dylan Bollinger | Missouri Baptist |
| 8.  | Tyler Noon      | Menlo            |

#### 197 lb
| Lp. | Zawodnik        | Szkoła                    |
| --- | --------------- | ------------------------- |
| 1.  | Evan Hansen     | Grand View                |
| 2.  | Dalton Bailey   | Life                      |
| 3.  | Isaac Bartel    | MSU Northern              |
| 4.  | Donavan Fouchey | Missouri Valley           |
| 5.  | David Dow       | Baker                     |
| 6.  | Eric Fan        | Eastern Oregon            |
| 7.  | Eric Deluse     | Cumberlands               |
| 8.  | Elias Mason     | Embry–Riddle Aeronautical |

#### 285 lb
| Lp. | Zawodnik         | Szkoła           |
| --- | ---------------- | ---------------- |
| 1.  | Dean Broghammer  | Grand View       |
| 2.  | Demetrius Thomas | Williams Baptist |
| 3.  | Jeremiah Gerl    | Hastings         |
| 4.  | Brandon Reed     | Lindsey Wilson   |
| 5.  | Jesse Gomez      | Missouri Valley  |
| 6.  | Quandre Chisolm  | Cumberlands      |
| 7.  | Gaige Johnson    | Oklahoma City    |
| 8.  | Bryson McGowan   | Oklahoma City    |